# Odrzywół (gmina)
Pour les articles homonymes, voir Odrzywół.
Odrzywół est une gmina rurale (gmina wiejska) de la powiat de Przysucha, dans la Voïvodie de Mazovie, dans le centre-est de la Pologne.
Son siège administratif (chef-lieu) est le village d'Odrzywół, qui se situe environ 18 kilomètres au nord de Przysucha (siège de la powiat) et 84 kilomètres au sud de Varsovie (capitale de la Pologne).
La gmina couvre une superficie de 94,83 km2 pour une population de 4 185 habitants en 2006.

## Histoire
De 1975 à 1998, la gmina est attachée administrativement à la voïvodie de Radom.

Depuis 1999, elle fait partie de la voïvodie de Mazovie.

## Géographie
La gmina inclut les villages et localités de :

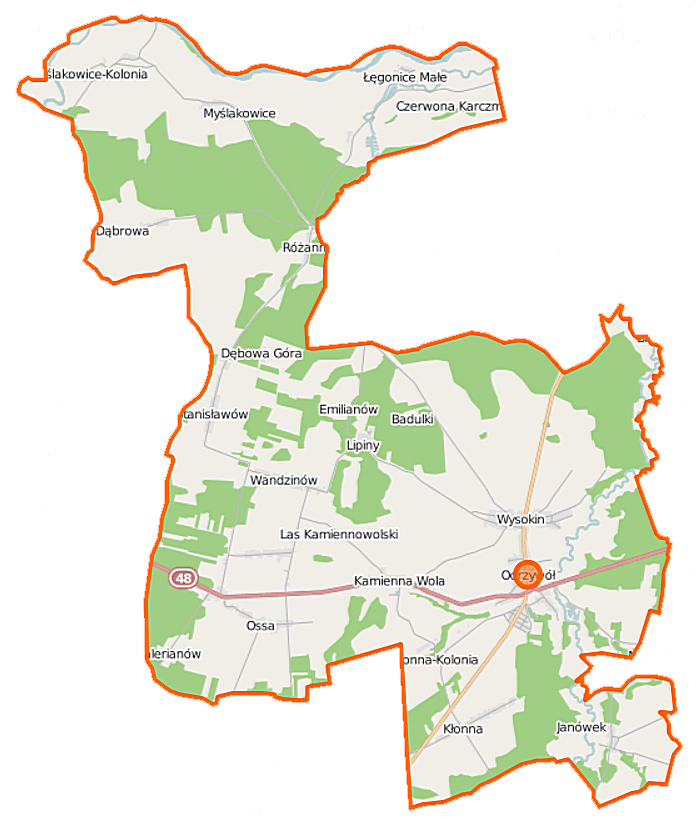
Plan de la gmina

- Ceteń
- Dąbrowa
- Jelonek
- Kamienna Wola
- Kłonna
- Kolonia Ossa
- Łęgonice Małe
- Lipiny
- Myślakowice
- Myślakowice-Kolonia
- Odrzywół
- Ossa
- Różanna
- Stanisławów
- Wandzinów
- Wysokin

### Gminy voisines
La gmina d'Odrzywół est voisine des gminy suivantes :
- Drzewica
- Klwów
- Nowe Miasto nad Pilicą
- Poświętne
- Rusinów
- Rzeczyca

## Structure du terrain
D'après les données de 2002, la superficie de la commune d'Odrzywół est de 94,83 km2, répartis comme tel :
- terres agricoles : 70 %
- forêts : 25 %

La commune représente 11,84 % de la superficie du powiat.

## Démographie
Données en 2006 :
| Description        | Total  | Total | Femmes | Femmes | Hommes | Hommes |
| ------------------ | ------ | ----- | ------ | ------ | ------ | ------ |
| Unité              | Nombre | %     | Nombre | %      | Nombre | %      |
| Population         | 3 986  | 100   | 1 955  | 49,9   | 2 031  | 50,1   |
| Densité (hab./km²) | 40,2   | 40,2  | 19,7   | 19,7   | 20,5   | 20,5   |